# Система одиниць
Система одиниць фізичних величин (англ. system of units) — набір основних і похідних одиниць вимірювання разом з кратними та частинними одиницями, визначеними у відповідності до встановлених правил для даної системи величин.
Основне призначення систем одиниць — уніфікація одиниць вимірювання як на національному, так і міжнародному рівні. Така уніфікація потрібна для забезпечення єдності вимірювань, можливості порівняння результатів наукових експериментів і усунення перепон в спілкуванні науковців та інженерно-технічних працівників в різних галузях науки і техніки, усунення бар'єрів в торгівлі та, як наслідок, створення умов для зростання економіки в цілому.

## Основні та додаткові одиниці системи. Когерентність
Одиниці вимірювання в рамках системи одиниць поділяються на основні та додаткові. Основна одиниця — одиниця вимірювання, прийнята за угодою для основної величини відповідної системи величин. Похідна одиниця — одиниця вимірювання похідної величини. Для кількості об'єктів число один, з позначенням 1, можна розглядати як основну одиницю в будь-якій системі одиниць.
Слід зазначити, що основна одиниця може також використовуватися для похідної величини тієї ж розмірності. Так, наприклад, для кількості опадів, яка визначається як частка від ділення об'єму на площу, в SI використовують метр в якості похідної одиниці.
Похідні одиниці в свою чергу поділяють на когерентні або узгоджені, які для даної системи величин і для вибраного набору основних одиниць є добутком степенів основних одиниць з коефіцієнтом пропорційності, рівним одиниці, та некогерентні. Наприклад, в системі одиниць, де метр та секунда прийняті за основні одиниці, метр за секунду — когерентна одиниця швидкості, оскільки швидкість визначається через рівняння зв'язку між величинами як {\displaystyle \upsilon =dr/dt}, тобто, коефіцієнт пропорційності між одиницею швидкості та одиницями основних величин (довжини і часу) рівний одиниці. Кілометр за годину в такій системі не є когерентною похідною одиницею, оскільки вона буде добутком степенів основних одиниць з коефіцієнтом пропорційності, відмінним від одиниці: км/год=(10/36) м/с.
Когерентною похідною одиницею для кожної величини з розмірністю одиниця в даній системі одиниць буде число один (позначення 1) Найменування і позначення одиниці вимірювання один (1) зазвичай не зазначають.
Когерентність може бути визначена тільки стосовно конкретної системи величин і даного набору основних одиниць: похідна одиниця може бути когерентною стосовно однієї системи величин, але некогерентною — стосовно іншої. Так, сантиметр за секунду — когерентна похідна одиниця швидкості в системі СГС, однак некогерентна в системі SI.
Система одиниць, побудована на певній системі фізичних величин, в якій одиниця вимірювання для кожної похідної величини є когерентною похідною одиницею, називається когерентною системою одиниць. Для когерентної системи одиниць рівняння зв'язку між числовими значеннями мають такий же вигляд, з числовими коефіцієнтами включно, як і відповідні рівняння між величинами. Набір основних і похідних одиниць Міжнародної системи одиниць SI є когерентним.

## Кратні та частинні одиниці
Основні чи похідні одиниці не завжди зручно використовувати через порівняно мале або, навпаки, велике значення вимірюваної величини. В таких випадках зручніше користуватися кратними та частинними одиницями. Кратна одиниця — одиниця вимірювання, отримана шляхом множення даної одиниці на ціле число, яке більше за одиницю. Так кілометр є кратною десятковою одиницею від метра, хвилина — кратна недесяткова одиниця від секунди. Частинна одиниця — одиниця вимірювання, отримана шляхом ділення даної одиниці на ціле число, яке більше за одиницю. Прикладом частинної десяткової одиниці від метра є сантиметр.

## Принципи побудови систем одиниць
Система одиниць може бути побудована для будь-яких величин, між якими існує зв'язок, що виражається математично у вигляді рівнянь. За побудови систем одиниць величин спочатку будується система фізичних величин. Для цього встановлюють довільно кілька величин незалежно одна від одної. Ці величини називаються основними. Основні величини вибирають таким чином, щоб з їх допомогою можна було утворити якомога більше похідних величин. Це дозволить за побудови системи одиниць з основних одиниць отримати якомога більше похідних. Зв'язок інших величин (похідних) з основними описується сукупністю рівнянь відповідних розділів фізики. Ці рівняння, записані в загальному вигляді, називаються рівняннями зв'язку між величинами. На основі побудованої таким чином системи величин будується система одиниць.
Метод побудови системи одиниць не залежить від конкретних розмірів основних одиниць. Наприклад, за основну одиницю можна вибрати одиницю довжини, але немає значення яку: метр, аршин, дюйм тощо. Розмір похідних одиниць залежать від розміру основних і визначається через рівняння зв'язку між величинами. В наведеному прикладі, одиниця вимірювання такої похідної величини як площа — це буде площа квадрата зі стороною, рівною одиниці довжини. Так, для перерахованих вище одиниць довжини це буде квадратний метр, квадратний аршин чи квадратний дюйм відповідно. Повна сукупність отриманих в результаті основних і похідних одиниць, разом з кратними та частинними, і буде складати систему одиниць.
Слід зазначити, що оскільки основні одиниці визначаються незалежно, для їх відтворення необхідні еталони. Одиниці похідних величин можуть відтворюватися як з допомогою еталонів, так і без них, опосередкованим методом.

## Історичні аспекти

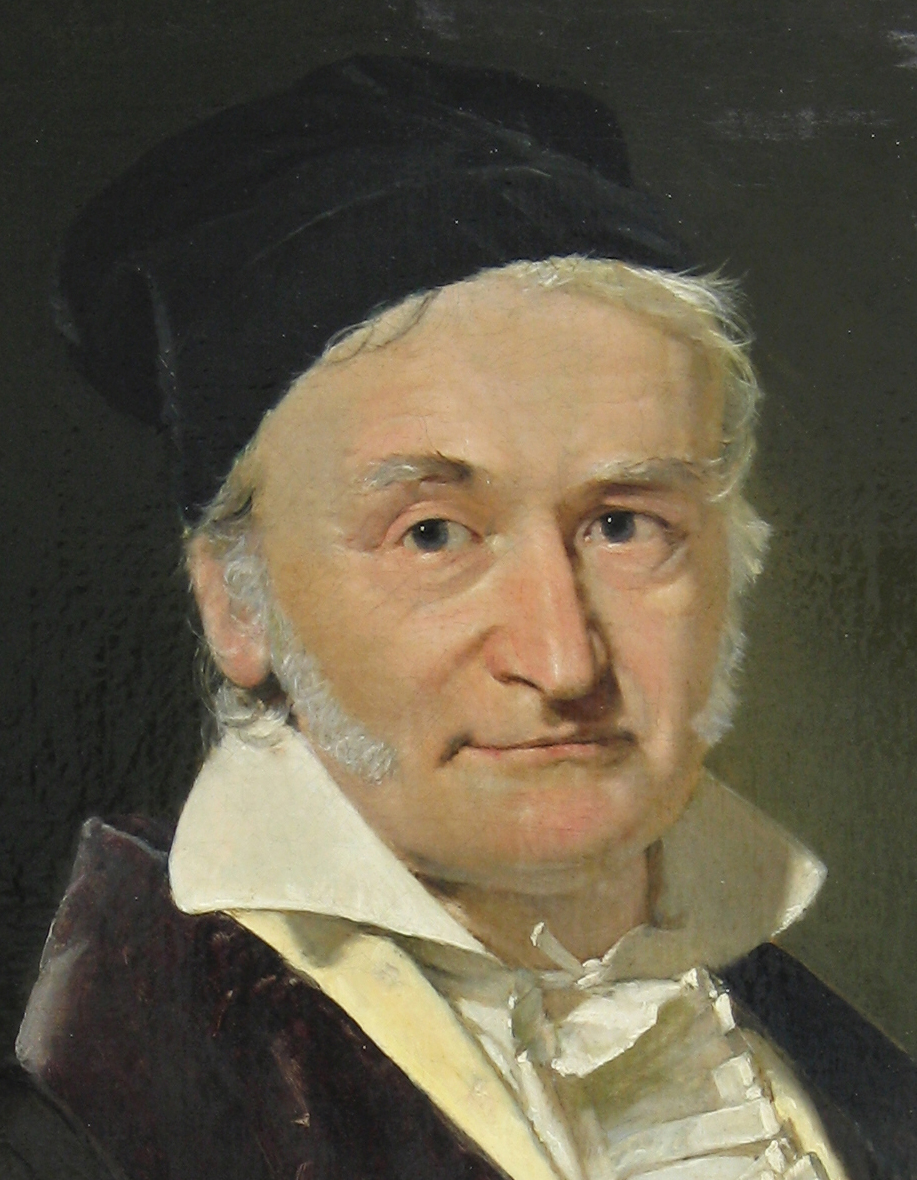
Йоганн Карл Фрідріх Гаус (1777—1855), портрет Крістіана Альбрехта Єнсена

Хоча історично першою системою одиниць фізичних величин була прийнята 7 квітня 1795 року Національними зборами Франції метрична система мір, до складу якої увійшли одиниці довжини, площі, об'єму та ваги з метром і кілограмом в основі, вперше поняття системи одиниць фізичних величин в сучасному розумінні ввів німецький вчений Карл Фрідріх Гаусс в 1832 році. До того одиниці вимірювання вибиралися значною мірою випадково і незалежно одна від одної. Перерахунок із одних одиниць в інші був достатньо складним, особливо з урахуванням того, що в різних місцях використовувались різні одиниці, іноді з однаковою назвою. У другій половині XVIII століття в Європі нараховувалося до сотні футів різної довжини, біля півсотні різних миль, понад 120 різних фунтів. У міру розвитку науки, а також міжнародних зв'язків труднощі через різноманітність одиниць вимірювання ставали все очевиднішими.
У 1790 році у Франції було прийнято рішення про створення системи нових мір, «що базується на незмінному прототипі, взятому з природи, з тим, щоб її могли прийняти всі нації». Наслідком цього стало введення у Франції в 1795 році метричної системи. За введення метричної системи була не тільки встановлена основна одиниця довжини, взята з природи, але й прийнята десяткова система утворення кратних та частинних одиниць. Десятковість метричної системи є її важливою перевагою.
У 1832 році К. Ф. Гаусс запропонував методику побудови системи одиниць як сукупності основних та додаткових. Він побудував систему одиниць, в якій за основу були прийняті три довільні, незалежні одна від одної одиниці — довжини, маси та часу. Всі інші одиниці визначалися через ці три. Таку систему одиниць Гаусс назвав абсолютною системою. За основні одиниці він прийняв міліметр, міліграм та секунду.
Надалі з розвитком науки і техніки з'явилося ціла низка систем одиниць фізичних величин, побудованих за принципом, запропонованим Гауссом, та з використанням десятковості метричної системи, які відрізнялися одна від одної основними одиницями.

## Найважливіші системи одиниць

### СГС
В системі СГС (сантиметр — грам — секунда) основними одиницями є сантиметр як одиниця довжини, грам як одиниця маси та секунда як одиниця часу. Ця система була розроблена в 1861—1870 роках і встановлена в 1881 році першим Міжнародним конгресом електриків. Є когерентною системою стосовно одиниць вимірювання механічних величин.
Використання системи СГС для вимірювання електричних і магнітних величин зіткнулося з серйозними труднощами, про що, хоча б, свідчить існування семи видів систем СГС електричних та магнітних величин.
Ще одним недоліком системи є те, що грам і сантиметр не дуже зручні для практичного використання, оскільки на практиці в більшості значення відповідних величин значно більші за ці одиниці. Тому система СГС на практиці поступово витіснялася іншими системами. Однак в науці ця система знайшла широке застосування. Система СГС і до цього часу широко використовується в фізиці: більшість праць з фізики написані саме в цій системі.

### МТС
Докладніше: МТС
У системі МТС (метр — тонна — секунда) основними одиницями є: одиниця довжини — метр, одиниця маси — тонна, одиниця часу — секунда. Орієнтована на промисловість. Вперше була встановлена у Франції в 1919 році. В 1927—1933 роках МТС була рекомендована радянськими стандартами на механічні величини. Практично використовувалася до 1955 року. У Франції застосування цієї системи було скасовано в 1961 році. Втім, слід зазначити, що в Україні станом на січень 2017 року застосування одиниці маси системи МТС — тонни — дозволено, в тому числі в сфері законодавчо регульованої метрології.

### МКС
Докладніше: МКС
МКС (метр — кілограм — секунда) — система, в якій основними є одиниця довжини — метр, одиниця маси — кілограм та одиниця часу — секунда. Система запропонована 1889 року першою Генеральною конференцією з мір та ваг. В СРСР застосовувалася для механічних величин у відповідності з ГОСТ 7664-55 «Механические единицы», в акустиці як основна система згідно з ГОСТ 8849 «Акустические единицы». Пізніше втратила самостійне значення через введення системи SI, в яку основні одиниці цієї системи також входять як основні.

### МКГСС
МКГСС (метр — кілограм-сила — секунда) або технічна система (неофіційна назва) — система одиниць, в якій основними є одиниця довжини — метр, одиниця сили — кілограм-сила, одиниця часу — секунда. Поява цієї системи обумовлена тим, що в період становлення метричної системи в кінці XVIII століття кілограм був прийнятий як одиниця ваги, а потім як одиниця сили. Сформувалася в кінці XIX століття.
Широко використовувалася в промисловості та техніці, однак через ряд недоліків (одиниця маси є похідною і некратною кілограму, схожість найменування одиниці сили і метричної одиниці маси, що часто призводило до плутанини, неузгодженість з одиницями електричних і магнітних величин тощо) практично вийшла зі вжитку. Втім в Україні в промисловості до цього використовуються прилади, градуювані в одиницях системи МКГСС.

### Природні системи одиниць
Природні системи одиниць — системи одиниць у фізиці, в яких одиниці вимірювання визначені таким чином, що у них певні фундаментальні сталі мають значення 1.
Природні системи одиниць використовуються для спрощення математичних записів і для того, щоб звести чисельні розрахунки до безрозмірнісних змінних.
В різних областях теоретичної фізики використовуються різні природні системи. Одну із спроб ввести природні одиниці зробив Макс Планк, визначивши одиниці Планка. За основу своєї системи одиниць він вибрав швидкість світла, сталу Планка і гравітаційну сталу. Однак одиниці Планка мають надто екзотичні й незручні для фізики значення.
Існує багато інших пропозицій щодо природних одиниць. Наприклад, в квантовомеханічних обчисленнях найчастіше використовують атомну систему одиниць (систему Гартрі), в якій заряд електрона, маса електрона та стала Планка дорівнюють одиниці. Така система найпрактичніша для розв'язку стаціонарного рівняння Шредінгера в системах з фіксованими ядрами. В цій системі одиниць швидкість світла дорівнює {\displaystyle 1/\alpha }, де {\displaystyle \alpha } — стала тонкої структури.

### Міжнародна система одиниць SI

Основні одиниці Міжнародної системи одиниць (SІ)

Докладніше: Система SI
Система SI — система одиниць, що базується на Міжнародній системі величин, разом з найменуваннями та позначеннями, а також набором префіксів та їх найменуваннями і позначеннями разом з правилами їх застосування, прийнята Генеральною конференцією мір і ваг. Була прийнята XI Генеральною конференцією мір і ваг у 1960 році. На подальших конференціях вносились зміни. Використовується в більшості країн світу, в тому числі і в Україні як основна система. Головна мета впровадження — уніфікація одиниць вимірювання з різних галузей науки й техніки та усунення труднощів, пов'язаних з використанням значної кількості коефіцієнтів за перерахунків між ними і створенням великої кількості еталонів для відтворення одиниць.
Основними одиницями системи SI є одиниця довжини — метр, одиниця маси — кілограм, одиниця часу — секунда, одиниця сили електричного струму — Ампер, одиниця термодинамічної температури — Кельвін, одиниця кількості речовини — моль, одиниця сили світла — кандела.
Система SI постійно розвивається і вдосконалюється. В травні 2019 року відбулася реформа Міжнародної системи одиниць, яка полягає в перевизначенні основних одиниць без зміни їх розміру через фундаментальні фізичні сталі, значення яких зафіксуване точно. Реформа веде в перспективі не лише до суттєвого підвищення точності та взаємоузгодженості вимірювань, але і до кардинальних змін в методології відтворення ряду одиниць, необхідності нових підходів до побудови еталонної бази, зокрема, повної відмови від еталонів — артефактів.